# Château de Bourron
 (novembre 2016).
Le château de Bourron est un château situé sur la commune de Bourron-Marlotte en Seine-et-Marne, au sud de Paris et à 7 km de Fontainebleau. De nos jours, il sert principalement d'établissement hôtelier.

## Historique
Les premiers seigneurs de Bourron sont attestés à partir de 1150.
Lors d'une inspection royale en 1367, Bourron est décrite comme une forteresse « close de murs et entourée de fossés à eau ». Le domaine change plusieurs fois de main, et appartint notamment à des vicomtes secondaires de Melun : par exemple Antoine de Melun-La Borde (cf. l'article Charles), ou Olivier de Sallard, † 1503, fauconnier de Louis XI, qui en devint le propriétaire en 1502.
Le château actuel a été construit au début du XVIIe siècle à l’emplacement de l'ancienne forteresse féodale. En octobre 1725 il accueille Stanislas Leczinski, l'ex-roi de Pologne. C'est en 1878 qu'il est acquis par les Montesquiou-Fezensac (Wladimir-Anatole, troisième fils d'Anatole et d'Elodie).
L'intérieur du château, qui a conservé de belles boiseries du XVIIe et du XVIIIe siècle, fait l'objet d'une inscription au titre des monuments historiques depuis le 18 mars 1926. Les façades et toitures du château et des deux pavillons d'angle, la cour d'honneur, les douves avec leur pont, la partie ordonnancée du parc, y compris les deux grandes allées font l'objet d'un classement au titre des monuments historiques depuis le 29 octobre 1971
Le château est propriété de la famille Huchet de La Bédoyère puis par alliance à la famille de Cordon.

## Architecture
Les bâtiments sont du style « brique et pierre » lancé en 1528 par Gilles Le Breton au château de Fontainebleau.
Les anciennes douves ont imposé le plan du château constitué d'un corps de logis à trois niveaux et de deux ailes en retour d'équerre. Le portail d'entrée donnait sur le pont d'accès détruit.
Le logis flanqué de deux petits pavillons est au cœur d’un parc de 40 hectares. 
Entourée de ses douves en eaux vives, cette demeure privée est un château hôtel.

## Parc
Le parc du château de Bourron, clos de murs, possède 42 hectares de pelouse et de bois, dans le prolongement de la forêt de Fontainebleau. Derrière la petite maison, la source d’époque néolithique appelée Source Saint-Sévère donne naissance au canal ; une statue de Cérès ferme le parterre nord, celle de Saint Joseph par Fernand Py est située les futaies et la maison de d’Artagnan. 

### Le parc et l’influence de la mode paysagiste à travers les siècles
Il ne reste pas d'archives, ces dernières ont été détruites à la révolution. Les jardins clos de type médiévaux sont du XVIe et XVIIe ; l’ordonnancement du parc « à la française » fin XVIIe, le percement du canal perspective sud, au XIXe transformation du parc à « l’anglaise » et en 1930, le comte Blaise de Montesquiou, transforme l’ordonnancement du parc en parc à la française avec plus de 500 pieds de tilleuls plantés dans les perspectives, des ifs taupiers, des buis taillés en forme d’obus…

## Le château et le cinéma
- A tout casser (1968)
- La putain du Roi (1990)
- ROSSINI ! ROSSINI ! (1991)
- Jane B (1988)
- J'attends quelqu'un (2006)
- Gomez vs Tavarez (2006)
- Shopping King Louie (2016)

## Quelques-unes des célébrités ayant fréquenté le Château de Bourron
- Johnny Hallyday[réf. nécessaire]
- Michael Jackson[réf. nécessaire]
- Marlène Jobert[réf. nécessaire]
- Seo In-guk[réf. nécessaire]

## Événement
Au Château de Bourron, entre 2004 et 2013, fut organisé tous les ans en juin un dîner en blanc. De 200 personnes la première année, les propriétaires du château ont accueilli près de 2000 lors du  dernier grand dîner en blanc, cette manifestation s'étant éteinte le 28 juin 2013.
La série coréenne Shopping King Louie réalisée par Lee Sang Yeob fin 2016 et diffusé sur la chaîne MBC a été tournée au château de Bourron.[réf. nécessaire]

## Restauration
Une campagne a été réalisée depuis plus de 10 ans[Quand ?] avec la restauration de la chapelle du château en 2002, de l'ensemble de la façade nord de 2001 à 2005, de la restauration de la glacière du château de 2000 à 2010. La restauration de l'ancien verger de 1999 à 2010, du canal de 2008 à 2010, du puits du château en 2010 et de 2003 à 2012 restauration de l'ensemble des chambres du château pour les transformer en chambres d'hôtes.